# Pokémon Super Mystery Dungeon
Pokémon Super Mystery Dungeon (ポケモン超不思議のダンジョン?, Pokemon Chō Fushigi no Danjon) è un videogioco della serie Pokémon Mystery Dungeon per Nintendo 3DS.
Nel videogioco è possibile scegliere un Pokémon iniziale e il proprio partner di avventura tra gli starter esistenti fino alla sesta generazione a cui si aggiungono Pikachu e Riolu. Nel corso dell'avventura è possibile incontrare ogni singolo Pokémon esistente, di tutte le generazioni, che potranno aggiungersi alla tua squadra, e dopo la storia essere giocabili.